# Lycaenites gabbroensis
Lycaenites gabbroensis är en fjärilsart som beskrevs av Hans Rebel 1899. Lycaenites gabbroensis ingår i släktet Lycaenites och familjen Riodinidae. Inga underarter finns listade i Catalogue of Life.